# José Manuel Rueda Sampedro
José Manuel Rueda (Linares, 30 de gener del 1988) és un futbolista andalús, que juga com a migcampista defensiu pel Olímpic Xàtiva
Format al planter del FC Barcelona, va debutar amb el primer equip blaugrana en un partit de la temporada 07/08. El mes de juny del 2010 va deixar la disciplina blau-grana per provar sort a l'equip de l'AC Omonia xipriota.